# (684) Hildburg
(684) Hildburg est un astéroïde de la ceinture principale découvert le 8 août 1909 par l'astronome allemand August Kopff.
Sa désignation provisoire était 1909 HD.